# Sơn Bua
Sơn Bua là một xã phía tây Bắc thuộc huyện Sơn Tây, tỉnh Quảng Ngãi, Việt Nam.
Xã Sơn Bua có diện tích 47,39 km², dân số năm 1999 là 1.919 người, mật độ dân số đạt 40 người/km². Phía Tây giáp tỉnh Kon Tum, phía Tây bắc giáp huyện Nam Trà Mi tỉnh Quảng Nam. Đây là 01 trong số 63 huyện nghèo của cả nước. Dân tộc chủ yếu là Kadong (một nhánh của Xơ đăng), người Kinh, Hre, Cor. Người dân chủ yếu sống bằng nương rẫy, có đời sống kinh tế rất khó khăn. (ĐNL)